# Force de défense nationale Chin
La force de défense nationale Chin (birman : ချင်းအမျိုးသားကာကွယ်ရေးတပ်ဖွဲ့ ; en abrégé CNDF) est une organisation armée de l'ethnie Chin en Birmanie. Elle est la branche armée de l'Organisation nationale Chin (CNO), et a été fondée le 13 avril 2021 à ses côtés,,,. Il s'agit de l'un des groupes armés formés dans l'État Chin en Birmanie en réponse au coup d'État de l'armée birmane après le 1er février 2021,.